# Операція Росса

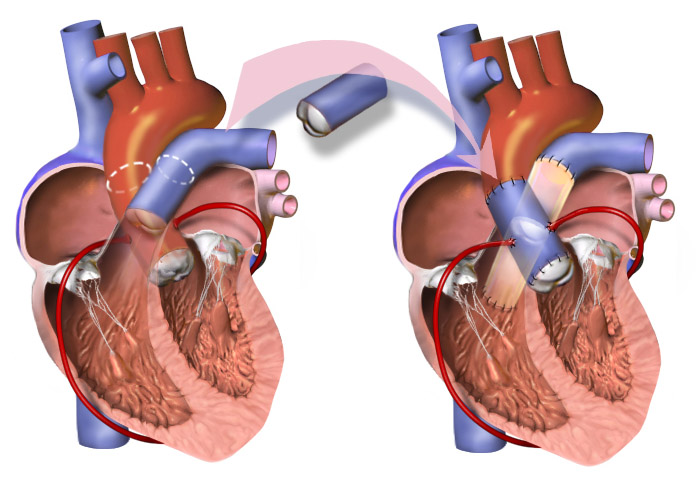

Операція Росса (англ. Ross procedure) — кардіохірургічна операція, при якій вражений аортальний клапан замінюється на власний клапан легеневої артерії пацієнта (аутографт). Замість же клапана легеневої артерії у цього ж пацієнта використовують легеневий гомографт (клапан, узятий від трупа).

## Історія
| 1962 | Англійський кардіохірург Дональд Росс (Donald Ross), уперше експериментально запропонував цю операцію. Він використав технику субкоронарної імплантації, що була розроблена американцями Карлосом Дюраном (Carlos Duran) та Альфредом Ганнінгом (Alfred Gunning) у Оксфорді. |
| 1967 | Техніка заміни аортального клапана на легеневий гомографт уперше використана на практиці Дональдом Россом у пацієнтів. Згодом ця техніка використовувалась для заміни аортального клапана в дітей.,                                                                          |